# Kasalla
Kasalla (Rheinisch für Ärger, Krawall) ist eine deutsche Band aus Köln. Mit ihrem Kölschrock ist sie auch im Karneval aktiv.

## Bandgeschichte

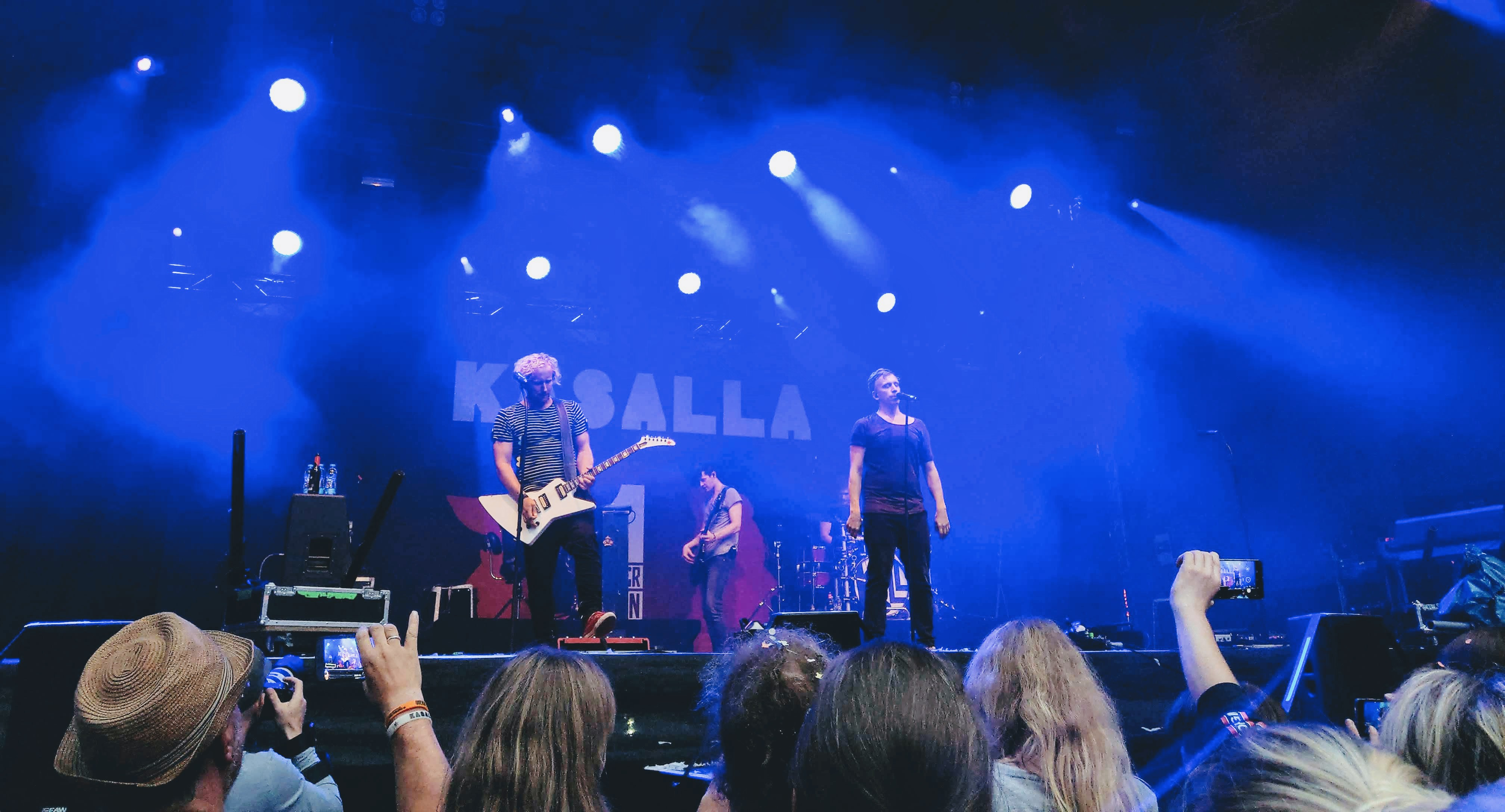
Kasalla, 2018

Die Band wurde Mitte 2011 von Gitarrist und Songwriter Flo Peil und Sänger Bastian Campmann gegründet. Peil ist seit Jahren in der Kölner Musikszene aktiv und schrieb bereits Musik und Texte für zahlreiche Kölner Bands wie die Bläck Fööss, Paveier und den Kölner Jugendchor Sankt Stephan. Zudem war der gebürtige Dürener Frontmann der Popgruppe Peilomat. Gemeinsam mit Sänger Bastian Campmann, Sohn des 2007 verstorbenen Räuber-Gitarristen Norbert Campmann, wurden erste Songs geschrieben.
Rund vier Monate nach ihrem ersten Konzert im September 2011 im Konzertclub MTC in Köln wurde im Januar 2012 mit Et jitt Kasalla die erste CD veröffentlicht. Die Kritiken waren positiv, das Album wurde beispielsweise als „das beste, was seit Jahren an kölscher Musik auf eine CD gepresst worden ist“ gelobt. Das Stück Pirate war einer der meistgespielten Songs der Karnevalssession 2011/2012, gewann die Loss mer singe-Tour, den Wettbewerb Top Jeck bei Radio Köln und die Wahl Bestes kölsches Leed der Roten Funken.
2012 spielte Kasalla bei den Kölner Lichtern, beim Jubiläum zum 40-jährigen Bestehen der Höhner, beim DFB-Pokalfinale der Frauen im Rheinenergiestadion und als Support von Silbermond bei deren Kölner Konzert in der Lanxess Arena. Im November 2012 war Kasalla bei der Neuauflage der Anti-Rassismus-Demo Arsch huh, Zäng ussenander dabei und spielte den Song Fleisch un Bloot. Am selben Tag erschien auch das zweite Album der Band, Immer en Bewäjung, das ebenfalls positive Kritiken erhielt: „Als vor zwölf Monaten Et jitt Kasalla erschien, sprachen viele vom besten kölschen Album seit Jahren. Nun müssen sie ihr Urteil revidieren. Die zweite Platte der Band ist noch besser als die erste.“ Es folgte im April 2013 eine Tour durch Köln, und im Mai 2013 war die Band zu Gast in der Late-Night-Show Inas Nacht in Hamburg.
Im August 2014 fand Kasallas erstes Open-Air-Konzert im Kölner Tanzbrunnen mit über 12.000 Zuschauern statt. Die DVD dazu wurde am 15. Dezember 2014 veröffentlicht. Im Februar 2015 veröffentlichte die Band ihr drittes Studioalbum Us der Stadt met K. Norbert Ramme vom Kölner Stadt-Anzeiger schrieb, es sei ein richtig gutes kölsches Rock-Album geworden, das den Zeitgeist und das Lebensgefühl der jüngeren Generation treffe. Der Song Stadt met K mit seinem untypisch harten Gitarrensound wurde trotz anfänglicher Bedenken der Band als Single veröffentlicht und ein Karnevalshit. In der Session 2014/2015 wurde die Band mit Alle Jläser Huh Sieger des Top-Jeck-Wettbewerbs sowie bei Loss mer singe.

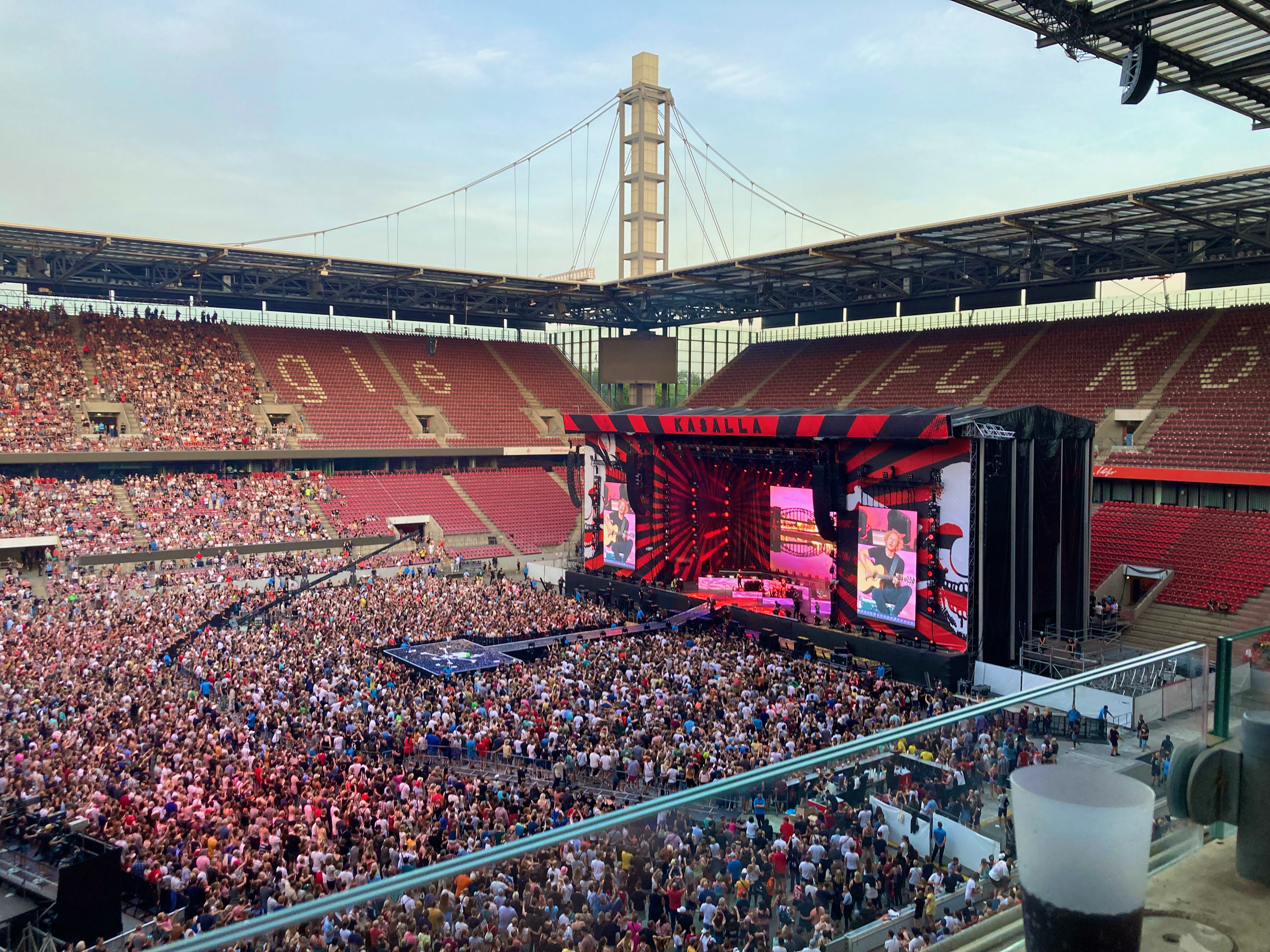
Kasalla bei ihrem Stadionkonzert 2022

Ihr fünfjähriges Bestehen feierte die Band im September 2016 mit zwei Shows in der Lanxess-Arena in Köln. Als Gäste waren unter anderem Carolin Kebekus und Gentleman anwesend. Die Auftritte wurden für ein Live-Album mitgeschnitten. Das Doppelalbum mit dem Titel Live in der Kölnarena wurde im Dezember 2016 veröffentlicht und erreichte Platz 67 der deutschen Albumcharts. Im September 2017 veröffentlichten sie ihr viertes Studioalbum mit dem Titel Mer sin eins, das persönlichere Texte und als Neuerung einen kölschen Rap enthält. Das Album erreichte Platz fünf der Albumcharts. Die Band ging im Herbst 2017 auf Tournee, die sie auch in die Schweiz und nach Österreich führte. Im April 2018 wurde Kasalla für den Echo nominiert. 2019 veröffentlichte Kasalla das Album Nit esu laut, für das bereits bekannte Songs live und mit Symphonie-Orchester eingespielt wurden.
Im Juni 2022 feierte die Band ihr zehnjähriges Bühnenjubiläum mit einem Konzert im Rheinenergiestadion in Köln. Als Gäste traten unter anderem Eko Fresh und Querbeat auf. Das ausverkaufte Stadionkonzert ist mit 41.000 Besuchern das bisher größte Konzert der Bandgeschichte und war wegen der Covid-19-Pandemie um zwei Jahre verschoben worden. Aus diesem Grund waren ein Großteil der Songs des Studioalbums Rudeldiere, das ursprünglich schon 2020 anlässlich des Stadionkonzerts veröffentlicht werden sollte, zum Zeitpunkt des Konzerts bereits verfügbar und bekannt.
Am 13. Mai 2023 eröffnete Kasalla die Open-Air-Saison am Kölner Tanzbrunnen mit einem ausverkauften Konzert vor über 12.800 Besuchern.

## Diskografie
Alle Tonträger erschienen bei Pavement Records.

### Alben
| Jahr | Titel                             | Höchstplatzierung, Gesamtwochen, AuszeichnungChartsChartplatzierungen (Jahr, Titel, Platzierungen, Wochen, Auszeichnungen, Anmerkungen) | Anmerkungen |
| Jahr | Titel                             | DE | Anmerkungen |
| ---- | --------------------------------- | --- | --- |
| 2012 | Et jitt Kasalla!                  | — | Erstveröffentlichung: 6. Januar 2012 |
| 2012 | Immer en Bewäjung                 | — | Erstveröffentlichung: 9. November 2012 |
| 2015 | Us der Stadt met K                | DE12 (5 Wo.)DE | Erstveröffentlichung: 6. Februar 2015 |
| 2016 | Live in der Kölnarena             | DE67 (1 Wo.)DE | Erstveröffentlichung: 2. Dezember 2016 |
| 2017 | Mer sin eins                      | DE5 (3 Wo.)DE | Erstveröffentlichung: 8. September 2017 |
| 2019 | Nit esu laut (Live mit Orchester) | DE89 (1 Wo.)DE | Erstveröffentlichung: 29. November 2019 |
| 2021 | Best Of – 10 Jahre                | DE36 (1 Wo.)DE | Erstveröffentlichung: 19. November 2021 |
| 2022 | Rudeldiere                        | DE10 (1 Wo.)DE | Das Album wurde aufgrund des zweimal verschobenen, ursprünglich 2020 geplanten Stadionkonzerts schrittweise und am 17. Juni 2022 schließlich vollständig veröffentlicht. |

### Singles
| Jahr | Titel Album                                  | Höchstplatzierung, Gesamtwochen, AuszeichnungChartsChartplatzierungen (Jahr, Titel, Album, Platzierungen, Wochen, Auszeichnungen, Anmerkungen) | Anmerkungen                                                           |
| Jahr | Titel Album                                  | DE | Anmerkungen                                                           |
| ---- | -------------------------------------------- | --- | --------------------------------------------------------------------- |
| 2012 | Pirate Et jitt Kasalla!                      | DE48 Gold · (11 Wo.)DE | Erstveröffentlichung: 6. Januar 2012 Charteinstieg: 2. März 2012      |
| 2012 | Immer noch do –                              | — | Erstveröffentlichung: 8. November 2012                                |
| 2014 | Kumm mer lääve –                             | — | Erstveröffentlichung: 24. Januar 2014                                 |
| 2015 | Hür niemols op ze singe –                    | — | Erstveröffentlichung: 16. Januar 2015                                 |
| 2015 | Alle Jläser huh –                            | DE62 (2 Wo.)DE | Charteinstieg: 20. Februar 2015                                       |
| 2015 | Stadt met K Us der Stadt met K               | DE78 (3 Wo.)DE | Erstveröffentlichung: 5. Februar 2015 Charteinstieg: 27. Februar 2015 |
| 2015 | Alles Jode –                                 | — | Erstveröffentlichung: 9. November 2015                                |
| 2015 | Dausend Levve –                              | — | Erstveröffentlichung: 26. Oktober 2015                                |
| 2016 | Pirate (feat. Carolin Kebekus) –             | — | Erstveröffentlichung: 29. Januar 2016                                 |
| 2016 | Mer sin eins –                               | — | Erstveröffentlichung: 4. November 2016                                |
| 2018 | Alle su yeah! Rudeldiere                     | — | Erstveröffentlichung: 26. Oktober 2018                                |
| 2019 | Pommes un Champagner Rudeldiere              | — | Erstveröffentlichung: 25. Oktober 2019                                |
| 2021 | Et Levve es zoröck –                         | — |                                                                       |
| 2021 | Rudeldiere                                   | — |                                                                       |
| 2021 | Schälsickjung Rudeldiere                     | — |                                                                       |
| 2022 | Jröne Papajeie Rudeldiere                    | — |                                                                       |
| 2023 | Wenn ich ne Engel bin (feat. Ludwig Sebus) – | — | Erstveröffentlichung: 20. Oktober 2023                                |
| 2024 | Ding Südkurv –                               | — |                                                                       |
| 2024 | Leechterloh –                                | — |                                                                       |

## Auszeichnungen
- 2014: Deutscher Musikautorenpreis in der Kategorie Mundart
- 2018: Echo-Nominierung in der Kategorie Volkstümliche Musik für das Album Mer sin Eins